# El regreso de Ícaro con su ala de surf
El regreso de Ícaro con su ala de surf (trad.: El retorn d'Ícar amb la seua ala de surf) és una escultura urbana, obra d'Esperanza d'Ors, que es troba des de 1999 en el port d'Alacant (País Valencià).
L'escultura representa el mite grec d'Ícar a través de la figura d'un home nu, de grans espatles i cap menut, que, en lloc d'ales, porta sota el braç esquerre una planxa de surf. L'escultura està situada en les aigües de la dàrsena interior del port, a uns metres de les escales de la plaça de Tomás y Valiente. Està col·locada sobre un pedestal al fons del port, de tal manera que Ícar sembla caminar sobre la superfície del mar. D'acord amb la seua autora, l'escultura «constitueix un homenatge a tots els que intenten volar i somiar». L'estàtua té una altura de 2,35 m i una amplària de 1,20 m. Està realitzada en bronze fos (a excepció de la taula de surf, que és d'alumini) i està tractada amb cera per evitar la corrosió de l'aigua del mar.